# Talvikkitie
Talvikkitie, est une rue de Vantaa en Finlande,.

## Présentation
Talvikkitie est orientée Sud-nord.
Elle part de son rond-point avec Tikkuritie et Kielotie, croise Tikkurilantie, Valkoisenlähteentie et se termine à son croisement de Koivukylänväylä et d'Asolanväylä.

## Bâtiments
- École professionnelle Varia
- Château d'eau d'Hiekkaharju
- Kielotorni

## Galerie

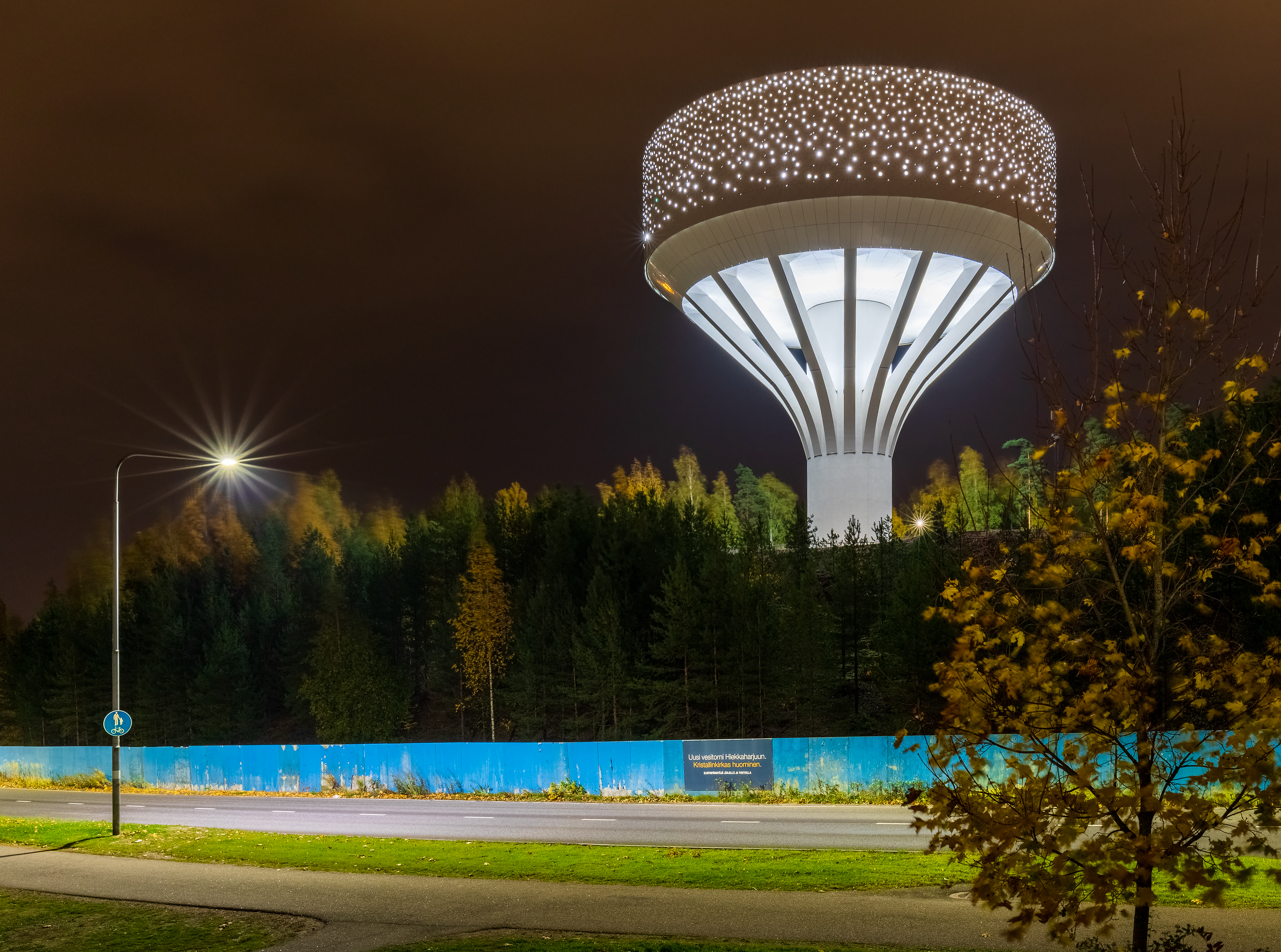
Le château d'eau d'Hiekkaharju derrière la Talvikkitie.
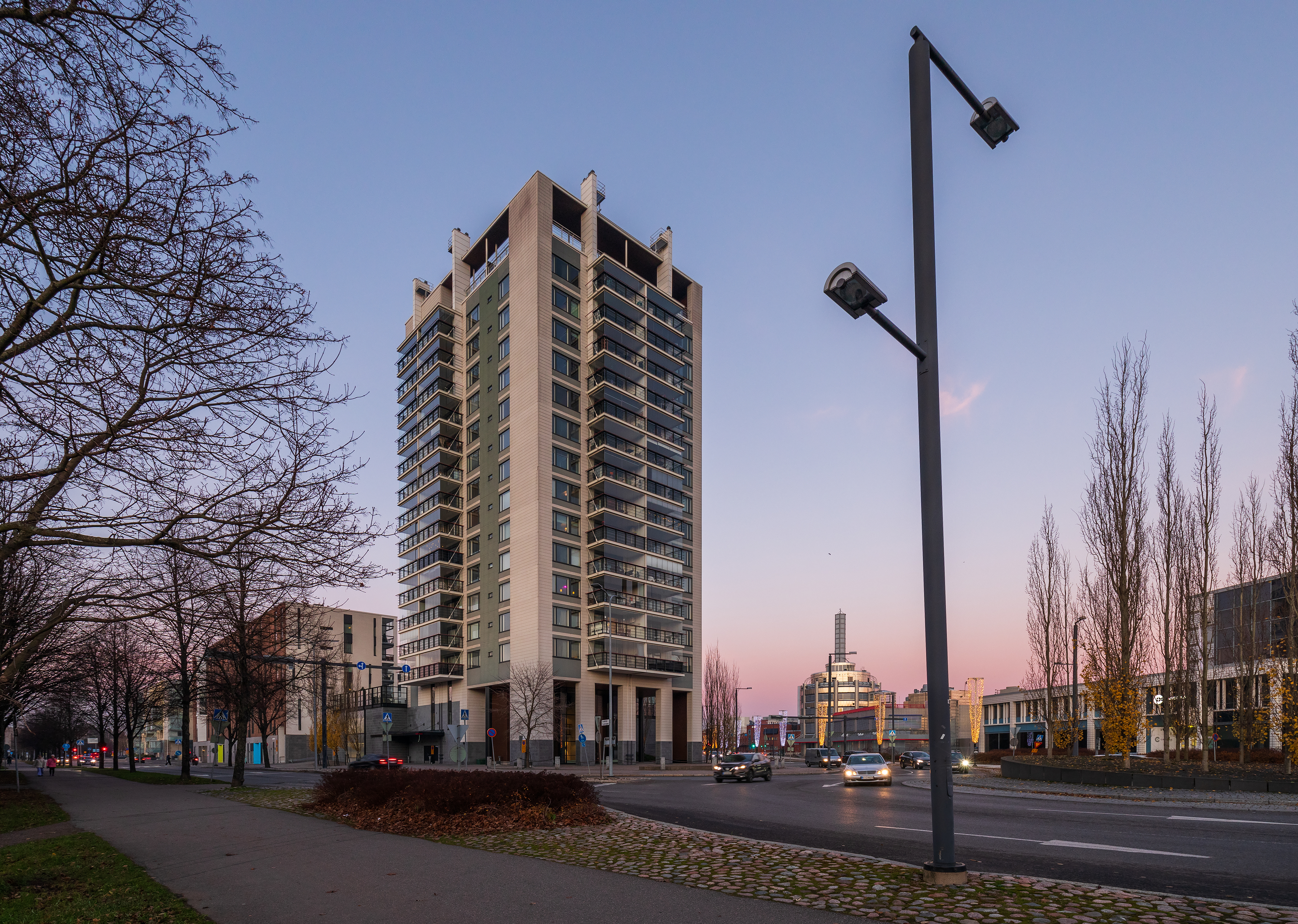
Kielotorni en bordure de Talvikkitie et de Kielotie.
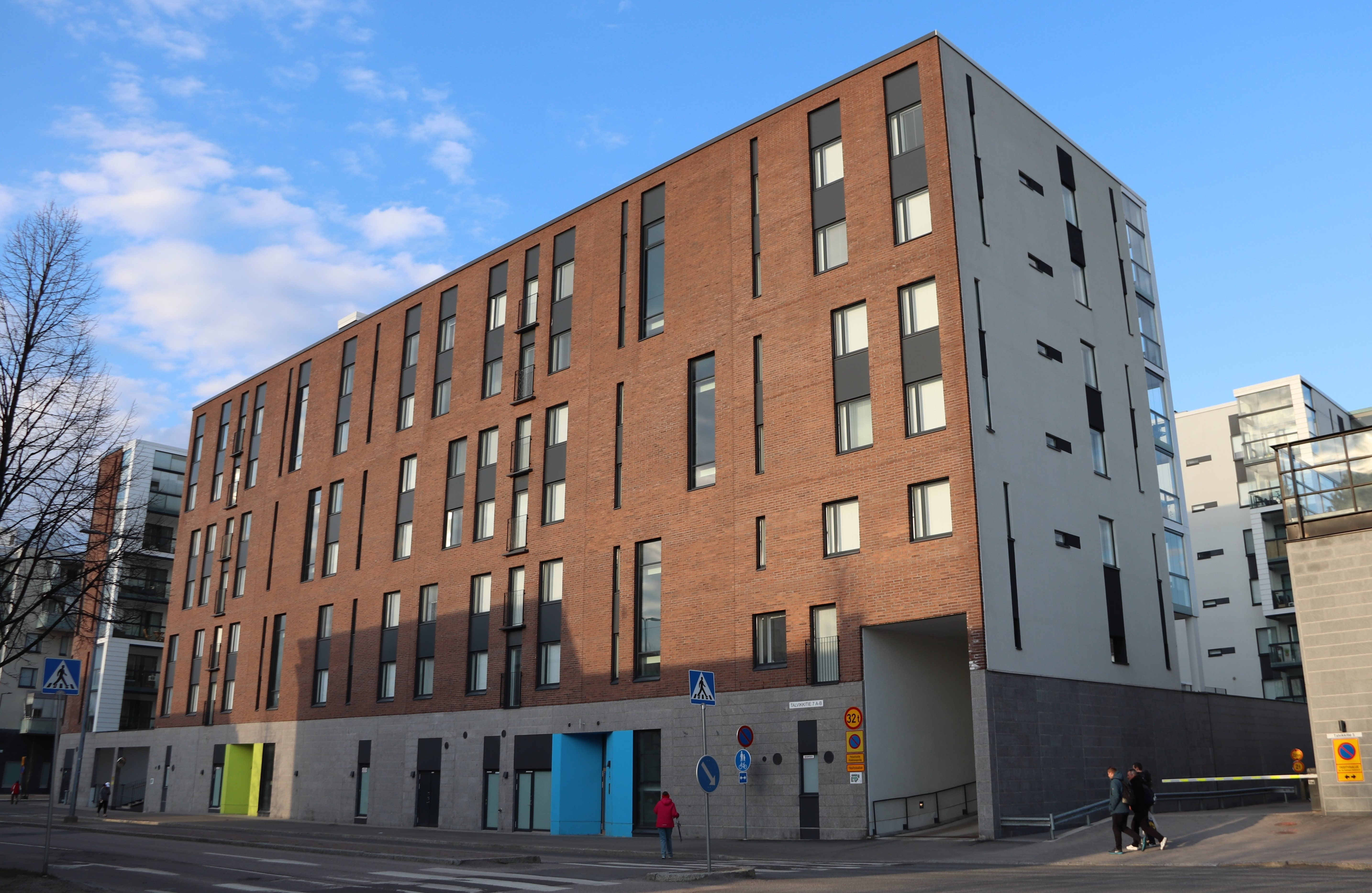
Immeuble résidentiel de Talvikkitie 7.